# Sometimes We Cry
"Sometimes We Cry" es una canción del músico norirlandés Van Morrison publicada en el álbum de 1997 The Healing Game.
La canción fue interpretada frecuentemente a dúo con Tom Jones e incluida en el álbum de Jones Reload, alcanzando el primer puesto en las listas de éxitos británicas.
La hija de Van, Shana Morrison, también ha interpretado el tema a dúo con su padre en conciertos y grabado una versión para su álbum de 1999 7 Wishes. En la versión, su padre interpreta la armónica al final de la canción y canta el último verso. Shana comentó en una entrevista que se sintió sorprendida por la decisión de su padre de sobreponer su solo de armónica en la grabación, diciendo:

"Él hace a menudo las cosas en directo y en una sola toma, y es contrario a la sobreproducción. Aquello surgió de repente. Le pregunté si quería hacerlo, y él dijo que sí. Quizás estaba de buen humor ese día".

## Versiones
"Sometimes We Cry" ha sido versionada por Tom Jones, Shana Morrison y J. Michaels Band.

## Personal
- Van Morrison: voz
- Georgie Fame: órgano Hammond y coros
- Ronnie Johnson: guitarra eléctrica
- Nicky Scott: bajo eléctrico
- Alec Dankworth: contrabajo
- Leo Green: saxofón tenor
- Ralph Salmins: percusión
- Geoff Dunn: batería
- Pee Wee Ellis: saxofón soprano
- Matt Holland: trompeta
- Haji Akbar: fliscorno
- Robin Aspland: piano
- Brian Kennedy: coros
- Pee Wee Ellis: arreglos de vientos